# زوربای یونانی
زوربای یونانی (به یونانی: Βίος και Πολιτεία του Αλέξη Ζορμπά) نام کتابی است نوشتهٔ نیکوس کازانتزاکیس نویسندهٔ یونانی، که اولین بار در سال ۱۹۴۶ منتشر شد. این کتاب در ایران توسط تیمور صفری در سال ۱۳۴۷ به فارسی برگردانده شده‌است. این رمان با همین عنوان توسط محمد قاضی در سال (۱۳۵۷) و محمود مصاحب (۱۳۷۷) و علی مالکی (۱۳۹۹) نیز دوباره به فارسی ترجمه شده‌است.

## دربارهٔ کتاب
راوی، یک روشنفکر جوان یونانی است که می‌خواهد برای مدتی کتابهایش را کنار بگذارد. او برای راه‌اندازی مجدد یک معدن زغال سنگ به جزیره کرت سفر می‌کند.
درست قبل از مسافرت با مرد ۶۵ ساله راز آمیزی آشنا می‌شود به نام آلکسیس زوربا. این مرد او را قانع می‌کند که او را به عنوان سرکارگر معدن استخدام کند.
آنها وقتی که به جزیره کرت می‌رسند در مسافرخانه یک فاحشه فرانسوی به نام مادام هورتنس سکونت می‌کنند. بعد از آن شروع به کار روی معدن می‌کنند. با این حال راوی نمی‌تواند بر وسوسه‌اش برای کار بر روی دستنوشته‌های ناتمامش دربارهٔ زندگی و اندیشه بودا خودداری کند.
در طول ماه‌های بعد زوربا تأثیر بسیار عمیقی بر مرد می‌گذارد و راوی در پایان به درک تازه ای از زندگی و لذت‌های آن می‌رسد.
تاکنون ترجمه‌های مختلفی از این کتاب به زبان فارسی انجام شده‌است، که هرچند در کلیات داستان شباهت بسیاری دارند، دربرداشت از مفهوم واقعی داستان متفاوتند. به‌طور مثال، مالکی (۱۳۹۹) در کنار ترجمه متن اصلی، در پانویس‌ها به مطالعه زندگی شخصی کازانتزاکیس نیز پرداخته‌است. او برخلاف مترجمان دیگر، زوربای یونانی را تلاش زیرکانه نویسنده برای تشریح عقاید سیاسی، اجتماعی و مذهبی خود، در لوای معرفی زوربا می‌داند. برهمین اساس در مقدمه کتاب می‌نویسد:
«رمان زوربای یونانی بیش از آنکه یک رمان اجتماعی و مردم‌ شناسی به شمار آید، تجلی زندگی نیکوس کازانتزاکیس است؛ مردی که هرچند معتقد است هدفش از مکتوب کردن خاطرات یکی از تاثیرگذارترین افراد زندگی‌اش، ارائه چهره‌ای کامل و واقعی از او بوده‌است، در سراسر داستان تلاش می‌کند تا در لوای معرفی زوربا، خودش را به خواننده معرفی نماید.»
با این وجود، کتاب زوربای یونانی بیشتر با ترجمه محمد قاضی در سال ۱۳۵۷، شناخته می‌شود.
از کتاب زوربای یونانی تاکنون یک اقتباس سینمایی موفق در سال ۱۹۶۴ با نام زوربای یونانی و یک نمایش موزیکال با نام زوربا در سال ۱۹۴۸ ساخته شده‌است.